# Sofia Bonistalli
Sofia Bonistalli (Empoli, 15 gennaio 1998) è un'ex ginnasta italiana.

## 2013: Trofeo Città di Jesolo, Assoluti di Ancona
Il suo esordio in nazionale juniores è avvenuto a marzo 2013, convocata per partecipare al Trofeo Città di Jesolo. Partecipa con la squadra "junior ufficiale" che si aggiudica la medaglia d'oro, inoltre nelle finali di specialità Sofia ottiene un bronzo al corpo libero.
Lo stesso anno partecipa agli assoluti e si classifica sedicesima nel concorso generale individuale.

## 2014: Assoluti di Ancona; Novara Cup; Golden League, Trofeo di Amburgo e Massilia Cup
L'anno successivo è un anno fortunato per la ginnasta empolese.
Partecipa agli assoluti nuovamente ad Ancona e si classifica quindicesima.
A settembre 2014, ottiene un posto in nazionale nella competizione "Novara Cup", quadrangolare tra Italia, Spagna, Svezia e Belgio. La nazionale Italiana sale sul gradino più alto del podio con 222.450 punti, davanti a Spagna (214.600 punti) e Belgio (213.400). Individualmente Sofia si distingue per l'ottimo punteggio al volteggio, dove ottiene 14.100 e al corpo libero (13.200). Partecipa alla Golden League dove si classifica sesta nella finale al volteggio.
Il mese successivo, ad ottobre 2014, l'Italia è chiamata all' "Hamburg Gymnastics" ad Amburgo dove Sofia, insieme ad Adriana Crisci (Victoria Torino), Joana Favaretto (Gymnasium) e Chiara Imeraj (Brixia), vince la competizione.
Il 15 e il 16 novembre dello stesso anno, Sofia è chiamata ancora una volta a difendere il tricolore italiano. La nazionale italiana formata da Sofia Bonistalli, Lara Mori, Giorgia Campana e Carlotta Ferlito trionfa con 162.067 punti alla competizione internazionale "Massilia Gym Cup". L'Italia è prima davanti alla Russia (161.900) e al Belgio (160.867). Sofia ottiene un ottimo 14.700 al doppio avvitamento al volteggio.

## 2015: Serie A, Trofeo Città di Jesolo, Trofeo 4 Nazioni, Golden League
Partecipa al Trofeo Città di Jesolo come individualista a volteggio e corpo libero, non si qualifica per alcuna finale.
Il 9 maggio 2015 a Rimini, durante la quarta e conclusiva giornata di gare dei Campionati Nazionali di Serie A1 ed A2 di ginnastica artistica, Sofia Bonistalli insieme alle compagne di squadra Sara Balducci, Sara Dei, Arianna Fantini, Alice Fantini, Alexandra Kalmykova ed Ilaria Malizia, trascina la squadra nel massimo campionato italiano, la serie A1.
Il 30 maggio 2015, a Torino, Sofia indossa nuovamente la maglia azzurra nel "Trofeo 4 Nazioni", rassegna internazionale che ha visto l’Italia sfidare le rappresentative di Colombia, Romania e Russia. L'Italia rappresentata da  Elisa Meneghini (Ginnastica Artistica Lissonese), Giorgia Campana (C.S. Esercito), Alessia Leolini (Giglio Montevarchi), Lavinia Marongiu (La Fenice), Sofia Bonistalli (Casellina), Tea Ugrin (Artistica ’81) e Arianna Rocca (Forza e Virtù 1892), chiude al secondo posto con 218.000 punti dietro alla Russia (224,850 punti) e davanti alla Romania (215,650 punti). La ginnasta empolese chiude la gara al quindicesimo posto con un totale di 50.300 su tutti e quattro gli attrezzi.
Partecipa alla Golden League gareggiando solo a parallele e ottiene 11.850.

## 2016: Serie A
Nel 2016 partecipa a tutte e quattro le tappe di Serie A con la Polisportiva Casellina che si classifica in ultima posizione nelle prime tre tappe e in penultima nell'ultima tappa.
Sofia Bonistalli annuncia il ritiro dall'attività agonistica il 4 ottobre 2016.

## Curiosità
Sofia è stata l'unica ginnasta italiana ad eseguire al corpo libero l'elemento "tempo tempo tabac" (difficoltà E). Ha eseguito lo Yurchenko con due avvitamenti al volteggio, elemento di alta difficoltà tecnica.